# Bolesław Wojciechowicz
Bolesław Wojciechowicz (ur. 2 stycznia 1927 w Postawach, zm. 29 października 2010) – polski naukowiec, profesor nauk technicznych specjalizujący się w budowie maszyn, trybologii i maszynach rolniczych.

## Życiorys
Urodził się na Wileńszczyźnie, po II wojnie światowej w ramach repatriacji trafił do Poznania, gdzie osiadł na stałe. Tam, w 1950 roku, ukończył studia inżynierskie w Szkole Inżynierskiej, a w 1955 studia magisterskie na Politechnice Poznańskiej. Również w 1950 roku podjął pracę jako asystent w Katedrze Silników Spalinowych, kierowanej przez Bolesława Orgelbranda. Kolejnym ważnym mentorem w jego karierze był profesor Stefan Ziemba, który zainspirował go do wykorzystania diagnostycznych metod fizycznych w naukach technicznych, w tym techniki izotopów promieniotwórczych. W roku 1962 uzyskał stopień doktora nauk technicznych w obszarze tribologii, a w 1968 obronił rozprawę habilitacyjną, której tytuł „Studia nad mechanizmem zużywania się pary ślizgowej w obecności zanieczyszczeń” do dziś uznawany jest za pracę fundamentalną w dziedzinie badań nad zużyciem ściernym łożysk ślizgowych. W kolejnych latach awansował na stanowiska profesora nadzwyczajnego (1972) oraz profesora zwyczajnego (1978). 
Na Politechnice Poznańskiej pełnił szereg funkcji administracyjnych, m.in. był prodziekanem, kierownikiem zakładu, katedry, dyrektorem instytutu, prorektorem ds. nauki (lata 1968–1972) oraz rektorem uczelni (lata 1972–1980). Okres jego rektury charakteryzował się intensywnym rozwojem badań naukowych, kształcenia kadry naukowo-dydaktycznej oraz rozbudową bazy laboratoryjnej i infrastruktury uczelni, co miało długotrwały wpływ na rozwój zarówno samej instytucji, jak i regionu.
Od 1968 należał do PZPR. W latach 1968–1972 pełnił funkcje prorektora ds. nauki, a w latach 1972–1981 rektora Politechniki Poznańskiej.
Został pochowany na Cmentarzu parafii św. Stanisława Kostki w Poznaniu.

## Wkład w kształcenie kadr i działalność organizacyjna
Profesor miał ogromny wpływ na rozwój kadry naukowej – wypromował ponad 20 doktorów oraz kształcił ponad 100 magistrów inżynierów. Był promotorem licznych rozpraw doktorskich, habilitacyjnych i profesorskich, a przez wiele lat pełnił funkcję członka Centralnej Komisji ds. Tytułu i Stopni Naukowych. Jego zaangażowanie wykraczało poza granice uczelni – aktywnie uczestniczył w życiu krajowych i międzynarodowych środowisk naukowych, będąc m.in. członkiem Komitetu Budowy Maszyn PAN oraz kierując Sekcją Eksploatacji Maszyn.

## Wyróżnienia i odznaczenia
- 1993 – doktorat honoris causa Dońskiego Państwowego Uniwersytetu Technicznego w Rostowie
- 2001 – doktorat honoris causa Politechniki Poznańskiej[4]
- 2007 – doktorat honoris causa UTP w Bydgoszczy

Uhonorowany licznymi odznaczeniami, w tym: 
- Krzyżem Komandorskim z Gwiazdą Orderu Odrodzenia Polski,
- Krzyżem Komandorskim Orderu Odrodzenia Polski,
- Krzyżem Kawalerskim Orderu Odrodzenia Polski,
- Złotym Krzyżem Zasługi,
- Medalem Komisji Edukacji Narodowej
- Odznaką Zasłużony Nauczyciel PRL.

## Wybrane publikacje
Głównymi obszarami zainteresowań Profesora Wojciechowicza były podstawy tribologii oraz zagadnienia związane z zużyciem ściernym elementów maszyn, w szczególności łożysk ślizgowych. Jego liczne publikacje naukowe oraz rozprawa habilitacyjna przyczyniły się do powstania uznanej w kraju szkoły tribologicznej, charakteryzującej się podejściem opartym na fizycznej i chemicznej interpretacji zjawisk eksploatacyjnych na poziomie atomowym i cząsteczkowym. W tym celu utworzył i kierował Laboratorium Izotopowym w latach 1960–1970, które odegrało istotną rolę w badaniach nad zużyciem elementów maszyn roboczych oraz w rozwoju procesów przemysłowych.
W późniejszych latach działalności naukowej zajmował się również rozwojem podstaw metodologicznych badań eksploatacyjnych. W efekcie powstały dwie monografie współautorskie, opracowane wspólnie z prof. Wiesławem Leszkiem:
Metodologia generowania i realizacji programów badawczych w nauce o eksploatacji obiektów technicznych (2004),
Analiza pewnych możliwości podniesienia efektywności badań naukowych (1975, wspólnie z Wiesławem Leszkiem)
Teorie, prawa i prawidłowości w nauce o eksploatacji obiektów technicznych (2006, wspólnie z Wiesławem Leszkiem, ISBN 83-7204-563-1)